# Jardin du port de l’Arsenal
Der Jardin du Port de l’Arsenal ist eine Grünanlage im 12. Arrondissement von Paris.

## Lage und Namensursprung
Die Anlage liegt am Port de l’Arsenal und hat daher diesen Namen.

## Geschichte
Als 1805 die Stadtmauer von Karl V. abgerissen wurde, wurde der Canal Saint-Martin verlängert und der Port de l’Arsenal entstand. Ursprünglich für die kommerzielle Nutzung vorgesehen, bietet die Anlegestelle heute Platz für 230 Privatboote. Oberhalb von Hafen und Kanal ist ein Terrassengarten angelegt worden, der 2017 in die Parkanlagen am Seineufer eingegliedert wurde.

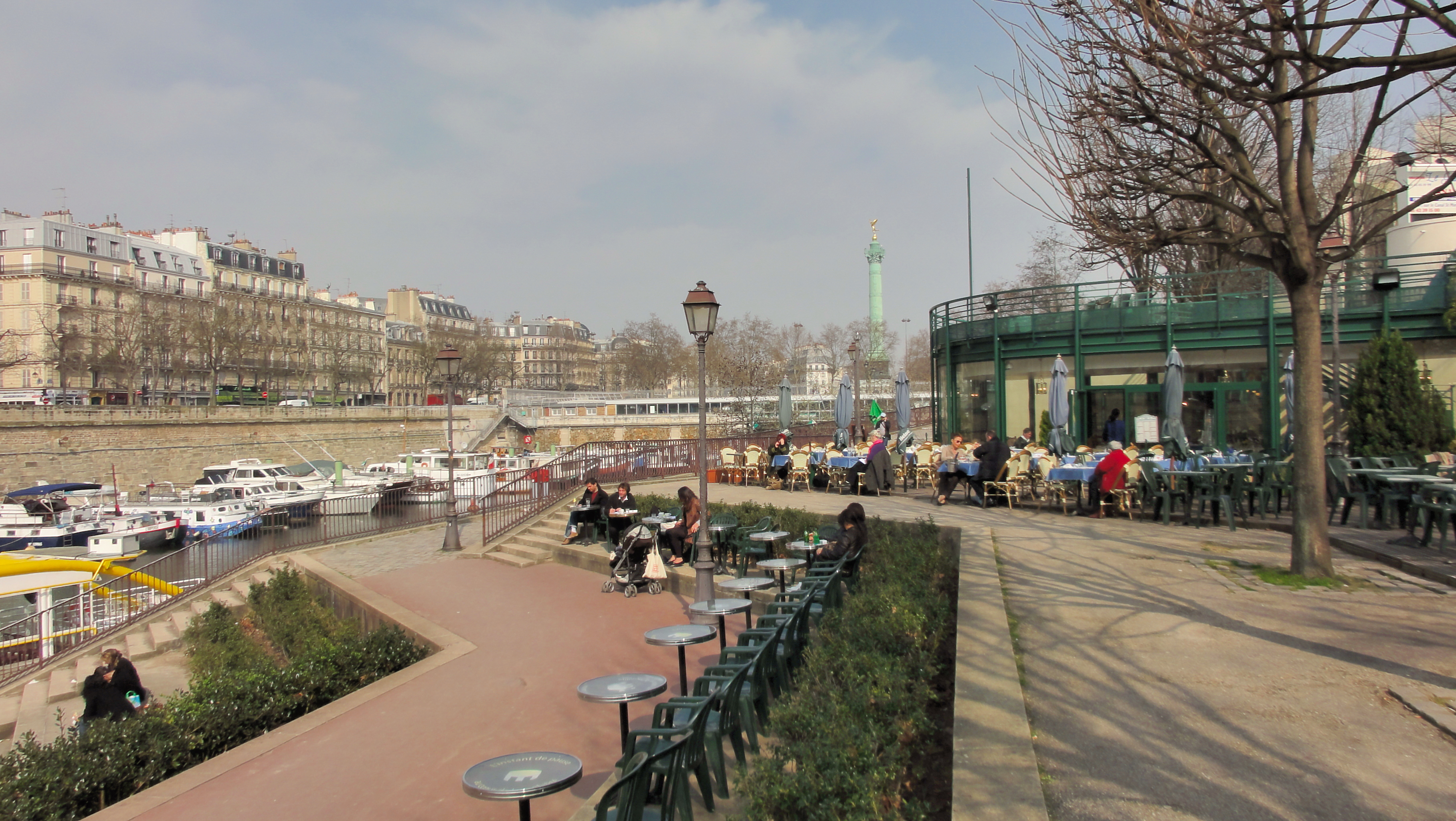
Die Terrasse im Frühling
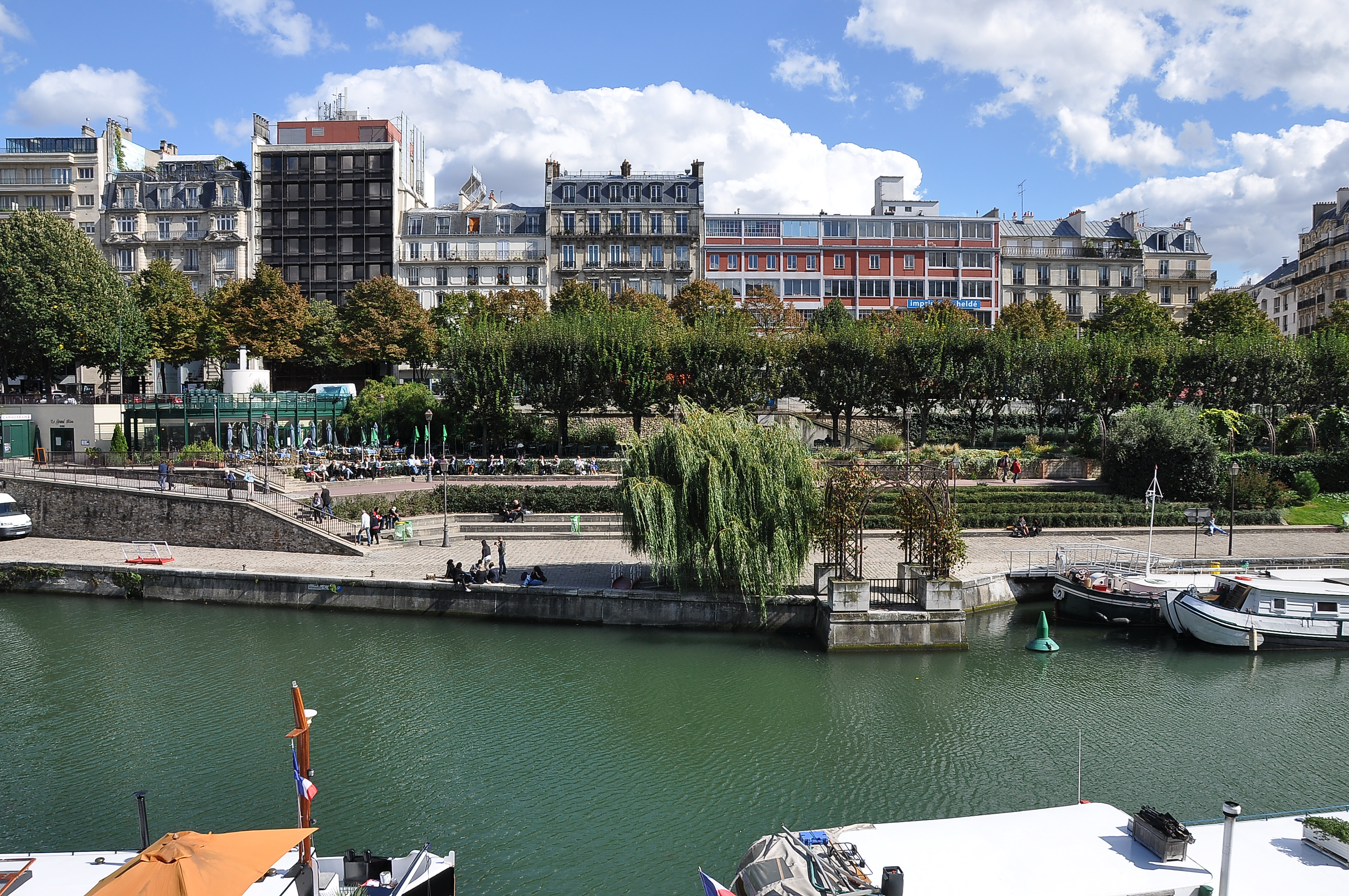
Blick vom Boulevard Bourdon
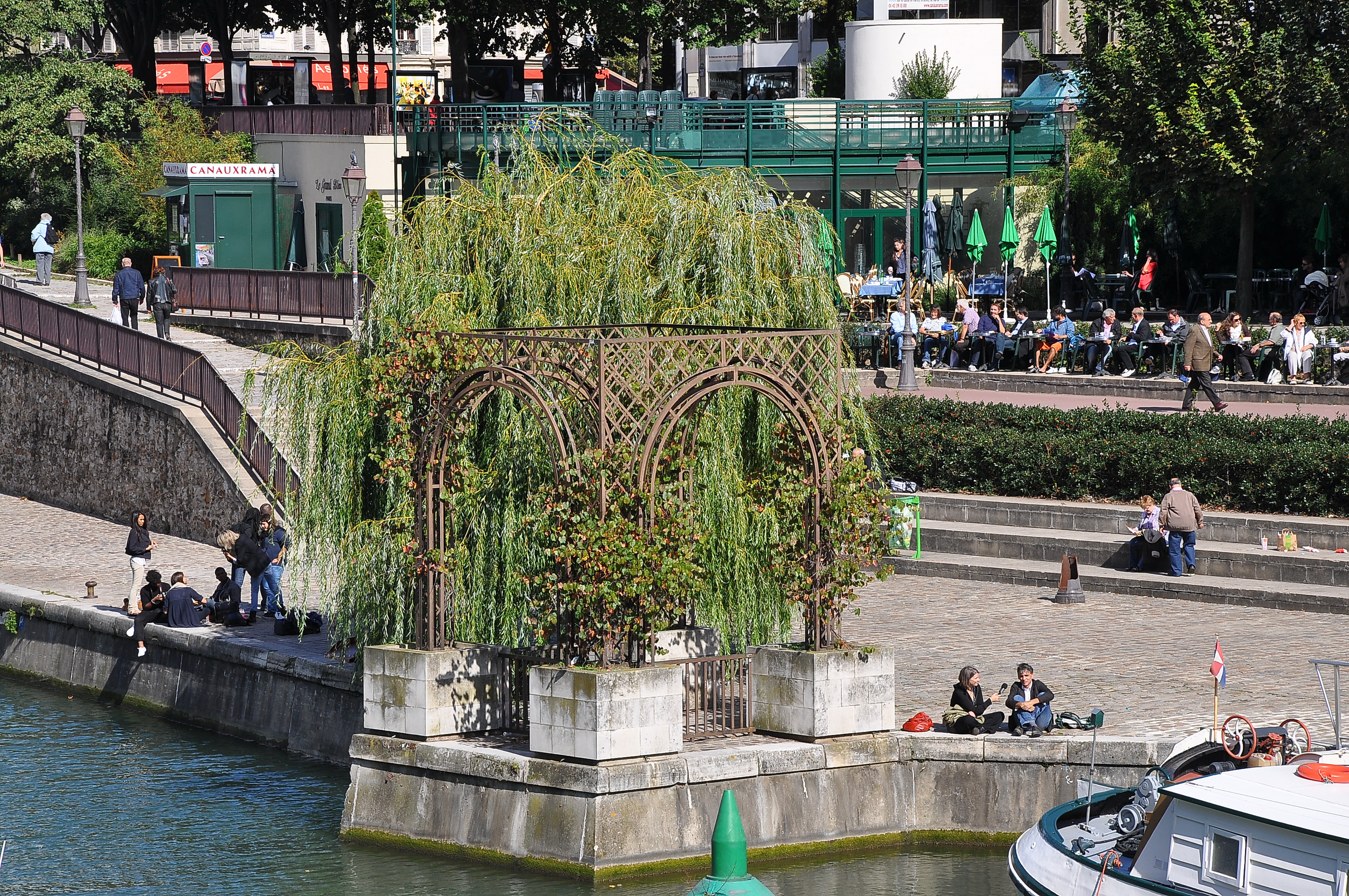
Am Hafen
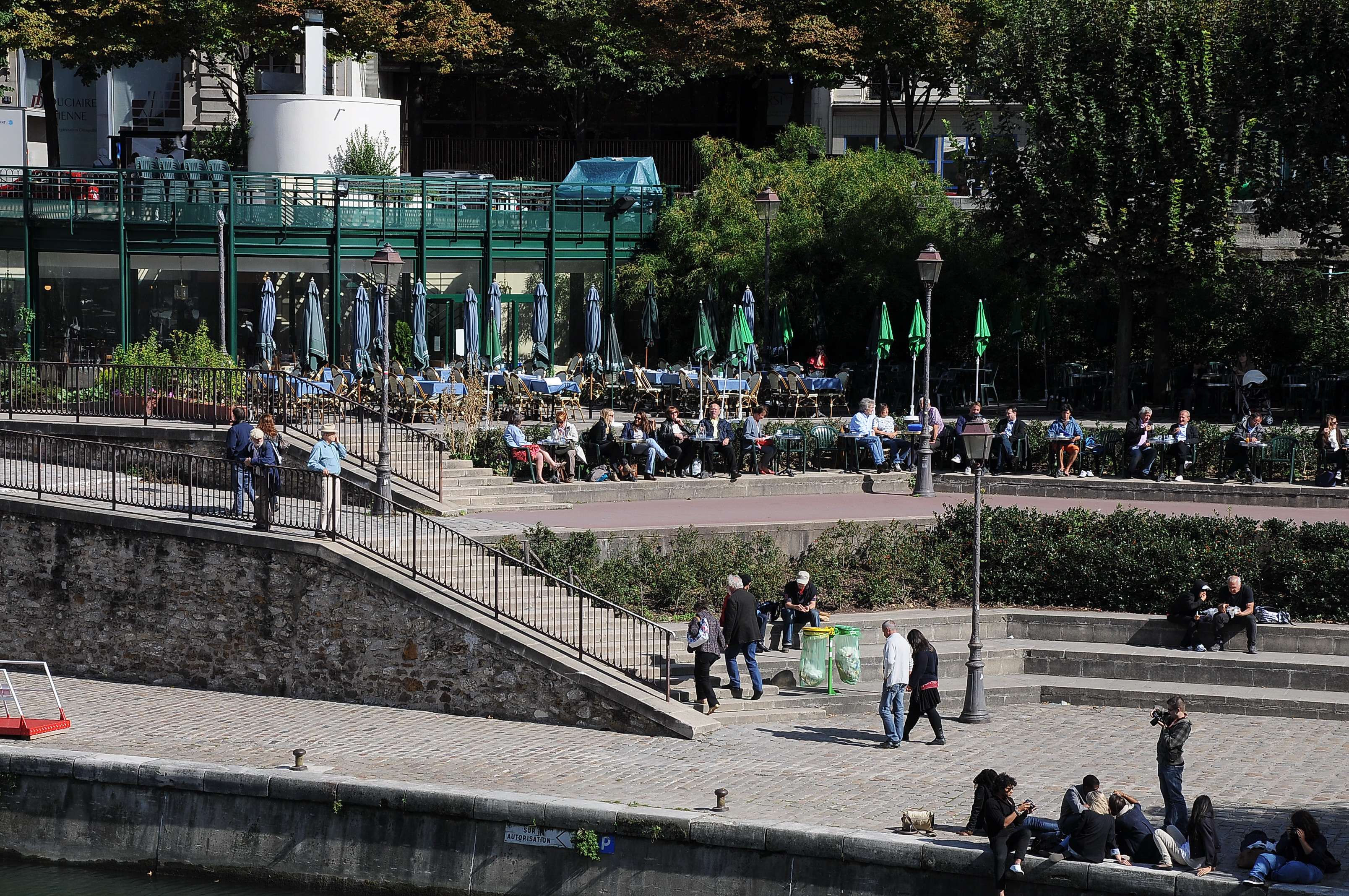
Terrasse des Café
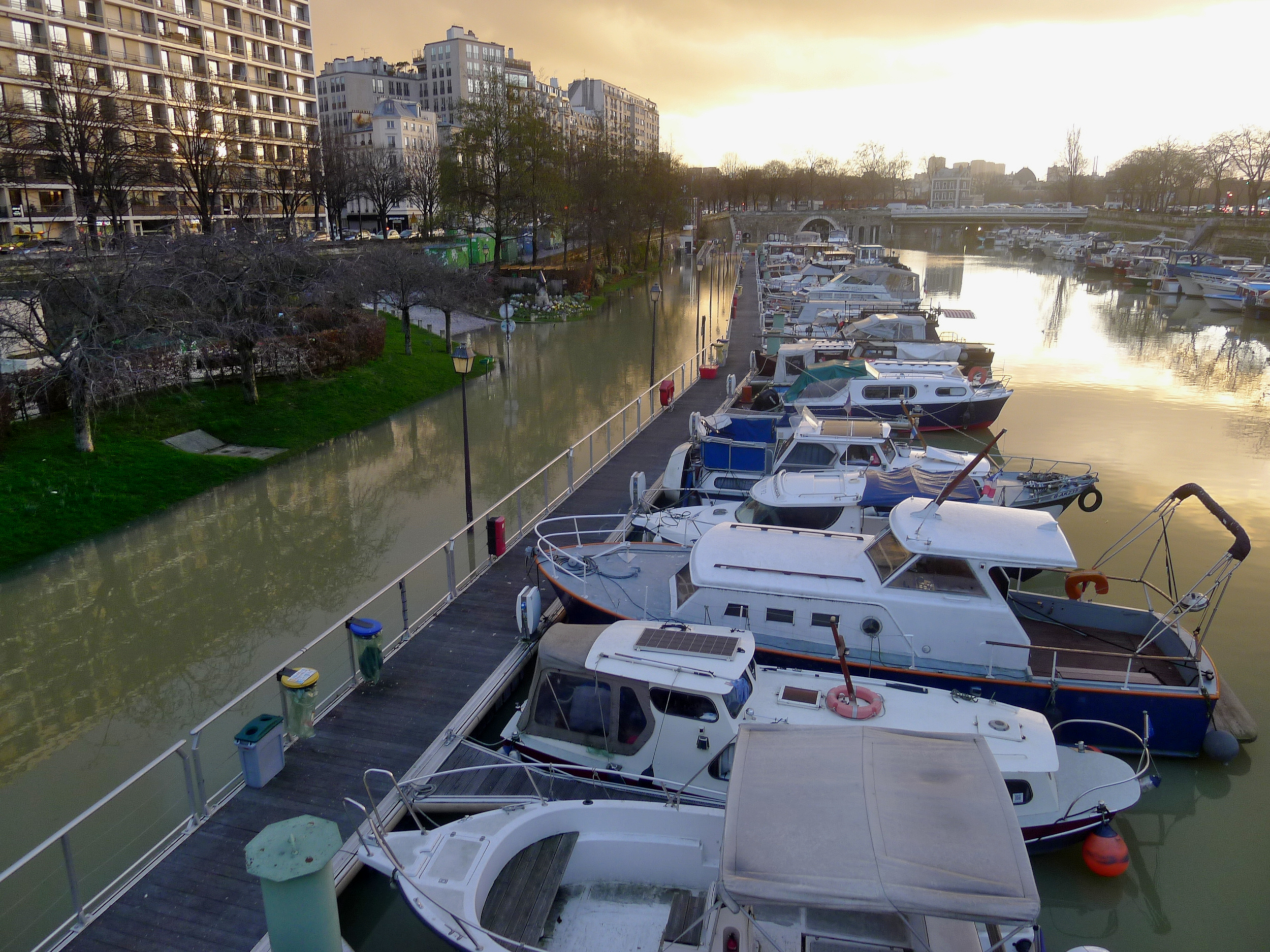
Hochwasser im Januar 2018